# Maria de' Medici
Maria de' Medici (Florence, 26 april 1575 — Keulen, 3 juli 1642) was koningin van Frankrijk. Ze trouwde op 17 december 1600 met koning Hendrik IV van Frankrijk in de kathedraal van Lyon.

## Biografie
Maria was een dochter van Francesco I de' Medici, groothertog van Toscane en Johanna van Oostenrijk. Ze was een kleindochter van keizer Ferdinand I.
Maria de' Medici regeerde Frankrijk vanaf 1610. Op 14 mei van dat jaar werd haar echtgenoot Hendrik IV vermoord. Hij werd opgevolgd door hun zoon Lodewijk XIII. Omdat deze nog maar acht jaar oud was, trad zij op als regentes, met de Florentijn Concino Concini als haar raadsman. In die hoedanigheid riep zij als laatste Franse vorst in 1614 de Staten-Generaal bijeen.
In 1615 werd Lodewijk meerderjarig verklaard en in 1617 gaf hij zijn moeder het advies 'zich voortaan met haar eigen zaken te bemoeien'. Later verzoende hij zich met haar. Op de achtergrond bleef zij zich met de staatszaken bemoeien, ook toen die vanaf 1624 door kardinaal Richelieu werden behartigd. Teruggekeerd in Parijs hield ze zich bezig met de bouw van het Palais du Luxembourg waar zij in 1625 haar intrek nam. In het Parijse leven speelt ze de rol van mecenas door grote kunstopdrachten te verstrekken. Zo laat zij de schilder Rubens uit Antwerpen komen om een galerij van schilderijen gewijd aan haar leven te vervaardigen (1622-1625). Deze 'cyclus van Maria de Medici' omvat 24 omvangrijke schilderijen die thans bewaard worden in het Museum het Louvre.

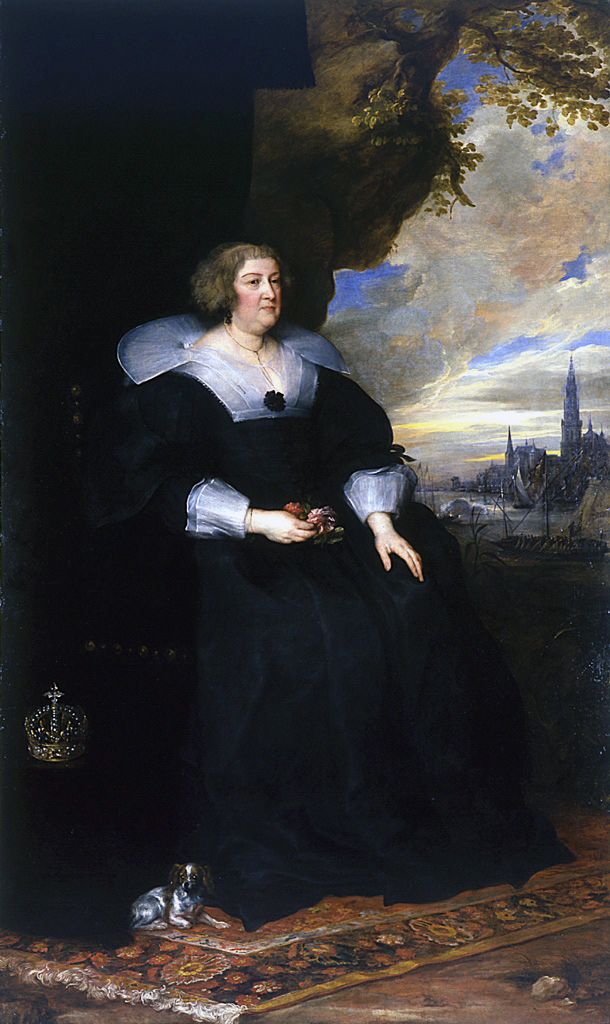
Maria de' Medici geportretteerd door Antoon van Dyck tijdens haar ballingschap in Antwerpen (1631)

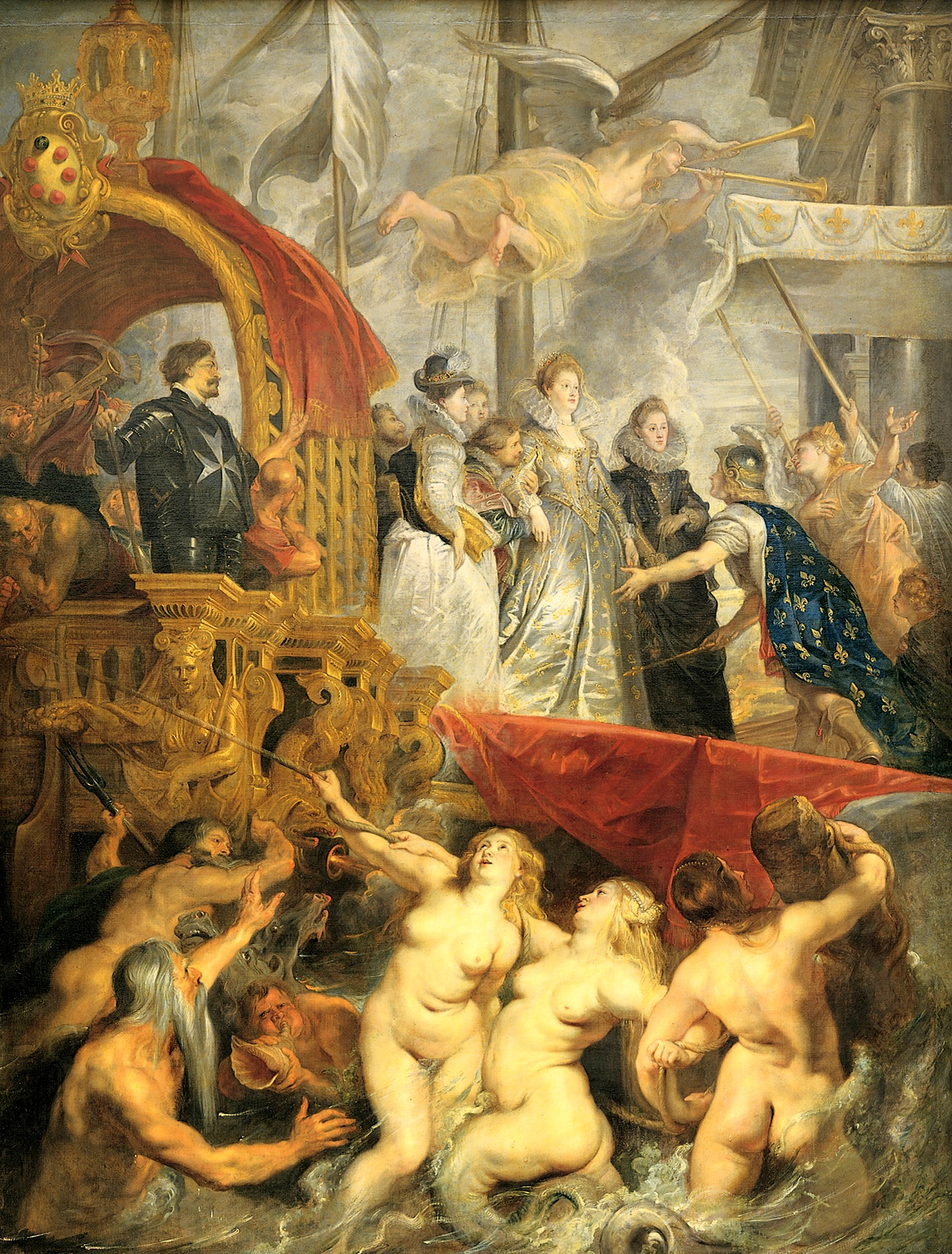
Aankomst van Maria de' Medici in de haven van Marseille, (ca. 1622-1625), Peter Paul Rubens, Louvre

## Ballingschap
Op 10 november 1630 werd de koningin-moeder vastgezet in het Kasteel van Compiègne, nadat zij een complot tegen Richelieu had gesteund (Journée des Dupes). Zij vond dat haar zoon moest kiezen, 'voor de knecht of voor zijn moeder'; hij koos voor de 'knecht', zijn bekwame minister Richelieu. Op 19 juli 1631 vluchtte ze naar het hof van de infante Isabella in Brussel. Zeven jaar zou ze in de Spaanse Nederlanden blijven, tevergeefs corresponderend met Richelieu over haar terugkeer.
In juli 1638 reisde ze naar de Republiek der Verenigde Nederlanden. Via Luik en Den Bosch, waar zij is verwelkomd door stadhouder Frederik Hendrik, kwam de koningin-moeder aan in Den Haag en nam ze enkele dagen rust. Ze gaf er de voorkeur aan om over land te reizen en niet per trekschuit. De ambassadeur in Frankrijk, Willem Boreel, was betrokken bij de voorbereidingen van haar bezoek. Op 1 september 1638 om ongeveer vijf uur 's middags kwam Maria de' Medici aan voor de poorten van Amsterdam, waar ze werd verwelkomd door de bestuurders Andries Bicker, Abraham Boom en Albert Burgh. Haar komst als koning-moeder van Frankrijk, dat toen in oorlog was met Spanje, betekende een informele erkenning van de Nederlandse Republiek, in een tijd dat de Tachtigjarige Oorlog met Spanje op zijn eind liep. Zij kreeg behalve een groots vuurwerk op de Amstel, ook een toernooi op het Rokin aangeboden. Ze bracht een bezoek aan het Oostindisch Huis, waar voor haar een Indische rijsttafel was bereid. Albert Burgh verkocht haar de beroemde rozenkrans van Franciscus Xaverius, die door Piet Hein in het Braziliaanse Salvador was veroverd. 's Avonds voer men naar het IJ waar een vlootschouw was georganiseerd. Gerrit van Honthorst schilderde haar portret, dat ze aan de stad ten geschenke deed.
Caspar van Baerle beschreef het verblijf en het enthousiasme. Vondel vertaalde het werk uit het Latijn; bij de uitgever Blaeu verschenen gravures.
Na enkele maanden reisde Maria de' Medici verder naar Engeland, waar koning Karel I zich bereid toonde haar een pensioen toe te kennen. Op 22 augustus 1641 verliet ze Londen, maar koning Filips IV liet haar niet meer toe in de Spaanse Nederlanden, en ook in de Republiek was ze niet welkom. Via Dover, Vlissingen en Dordrecht belandde ze in Keulen, waar haar het vroegere herenhuis van Jan Rubens ter beschikking werd gesteld. Ze overleed er het volgende jaar aan wondroos.

## Huwelijk en kinderen
Op 17 december 1600 trouwde Maria de' Medici met koning Hendrik IV. Ze kregen zes kinderen:
1. Lodewijk (Lodewijk XIII van Frankrijk) (27 september 1601 - 14 mei 1643), koning van Frankrijk
2. Elisabeth van Frankrijk (22 november 1602 - 6 oktober 1644), werd koningin van Spanje door haar huwelijk met koning Filips IV van Spanje
3. Christina Maria van Frankrijk (10 februari 1606 - 27 december 1663), gehuwd met Victor Amadeus I van Savoye
4. Nicolaas Hendrik van Frankrijk (16 april 1607 - 17 november 1611), hertog van Orléans
5. Gaston Jean Baptiste van Frankrijk (25 april 1608 - 2 februari 1660), hertog van Orléans, hertog van Anjou en graaf van Blois
6. Henriëtta Maria van Frankrijk (25 november 1609 - 10 september 1669), gehuwd met Karel I van Engeland.

Waarschijnlijk was zij ook huwelijksmakelaar voor een van haar kleindochters, de Engelse prinses Maria Henriëtte Stuart, die met Willem II van Oranje zou trouwen.

## Kwartierstaat (voorouders)
| Giovanni dalle Bande Nere (1498−1526) | Giovanni dalle Bande Nere (1498−1526) | Giovanni dalle Bande Nere (1498−1526) | Giovanni dalle Bande Nere (1498−1526) | Giovanni dalle Bande Nere (1498−1526) | Giovanni dalle Bande Nere (1498−1526) | Maria Salviati (1499-1543)      | Maria Salviati (1499-1543)      | Maria Salviati (1499-1543)      | Maria Salviati (1499-1543)      | Maria Salviati (1499-1543)         | Maria Salviati (1499-1543)         |                                    |                                    | Pedro Álvarez de Toledo (1484-1553) | Pedro Álvarez de Toledo (1484-1553) | Pedro Álvarez de Toledo (1484-1553) | Pedro Álvarez de Toledo (1484-1553) | Pedro Álvarez de Toledo (1484-1553) | Pedro Álvarez de Toledo (1484-1553) | Maria Osorio Pimentel (1490-1539) | Maria Osorio Pimentel (1490-1539) | Maria Osorio Pimentel (1490-1539) | Maria Osorio Pimentel (1490-1539) | Maria Osorio Pimentel (1490-1539) | Maria Osorio Pimentel (1490-1539) |                                 |                                 | Filips de Schone (1478-1506)    | Filips de Schone (1478-1506)    | Filips de Schone (1478-1506) | Filips de Schone (1478-1506) | Filips de Schone (1478-1506)    | Filips de Schone (1478-1506)    | Johanna van Castilië (1479-1555) | Johanna van Castilië (1479-1555) | Johanna van Castilië (1479-1555) | Johanna van Castilië (1479-1555) | Johanna van Castilië (1479-1555)   | Johanna van Castilië (1479-1555)   |                                    |                                    | Wladislaus II van Hongarije (1456-1514) | Wladislaus II van Hongarije (1456-1514) | Wladislaus II van Hongarije (1456-1514)   | Wladislaus II van Hongarije (1456-1514)   | Wladislaus II van Hongarije (1456-1514)   | Wladislaus II van Hongarije (1456-1514)   | Anna van Foix-Candale (1484-1506)         | Anna van Foix-Candale (1484-1506)         | Anna van Foix-Candale (1484-1506) | Anna van Foix-Candale (1484-1506) | Anna van Foix-Candale (1484-1506) | Anna van Foix-Candale (1484-1506) |  |  |  |  |  |  |  |  |  |  |  |  |  |  |  |  |  |  |  |  |  |  |  |  |  |  |  |  |  |  |  |  |  |  |  |  |  |  |  |  |  |  |  |  |  |  |  |  |
| Giovanni dalle Bande Nere (1498−1526) | Giovanni dalle Bande Nere (1498−1526) | Giovanni dalle Bande Nere (1498−1526) | Giovanni dalle Bande Nere (1498−1526) | Giovanni dalle Bande Nere (1498−1526) | Giovanni dalle Bande Nere (1498−1526) | Maria Salviati (1499-1543)      | Maria Salviati (1499-1543)      | Maria Salviati (1499-1543)      | Maria Salviati (1499-1543)      | Maria Salviati (1499-1543)         | Maria Salviati (1499-1543)         |                                    |                                    | Pedro Álvarez de Toledo (1484-1553) | Pedro Álvarez de Toledo (1484-1553) | Pedro Álvarez de Toledo (1484-1553) | Pedro Álvarez de Toledo (1484-1553) | Pedro Álvarez de Toledo (1484-1553) | Pedro Álvarez de Toledo (1484-1553) | Maria Osorio Pimentel (1490-1539) | Maria Osorio Pimentel (1490-1539) | Maria Osorio Pimentel (1490-1539) | Maria Osorio Pimentel (1490-1539) | Maria Osorio Pimentel (1490-1539) | Maria Osorio Pimentel (1490-1539) |                                 |                                 | Filips de Schone (1478-1506)    | Filips de Schone (1478-1506)    | Filips de Schone (1478-1506) | Filips de Schone (1478-1506) | Filips de Schone (1478-1506)    | Filips de Schone (1478-1506)    | Johanna van Castilië (1479-1555) | Johanna van Castilië (1479-1555) | Johanna van Castilië (1479-1555) | Johanna van Castilië (1479-1555) | Johanna van Castilië (1479-1555)   | Johanna van Castilië (1479-1555)   |                                    |                                    | Wladislaus II van Hongarije (1456-1514) | Wladislaus II van Hongarije (1456-1514) | Wladislaus II van Hongarije (1456-1514)   | Wladislaus II van Hongarije (1456-1514)   | Wladislaus II van Hongarije (1456-1514)   | Wladislaus II van Hongarije (1456-1514)   | Anna van Foix-Candale (1484-1506)         | Anna van Foix-Candale (1484-1506)         | Anna van Foix-Candale (1484-1506) | Anna van Foix-Candale (1484-1506) | Anna van Foix-Candale (1484-1506) | Anna van Foix-Candale (1484-1506) |  |  |  |  |  |  |  |  |  |  |  |  |  |  |  |  |  |  |  |  |  |  |  |  |  |  |  |  |  |  |  |  |  |  |  |  |  |  |  |  |  |  |  |  |  |  |  |  |
|                                       |                                       |                                       |                                       |                                       |                                       |                                 |                                 |                                 |                                 |                                    |                                    |                                    |                                    |                                     |                                     |                                     |                                     |                                     |                                     |                                   |                                   |                                   |                                   |                                   |                                   |                                 |                                 |                                 |                                 |                              |                              |                                 |                                 |                                  |                                  |                                  |                                  |                                    |                                    |                                    |                                    |                                         |                                         |                                           |                                           |                                           |                                           |                                           |                                           |                                   |                                   |                                   |                                   |  |  |  |  |  |  |  |  |  |  |  |  |  |  |  |  |  |  |  |  |  |  |  |  |  |  |  |  |  |  |  |  |  |  |  |  |  |  |  |  |  |  |  |  |  |  |  |  |
|                                       |                                       |                                       |                                       | Cosimo I de' Medici (1519-1574)       | Cosimo I de' Medici (1519-1574)       | Cosimo I de' Medici (1519-1574) | Cosimo I de' Medici (1519-1574) | Cosimo I de' Medici (1519-1574) | Cosimo I de' Medici (1519-1574) |                                    |                                    |                                    |                                    |                                     |                                     | Eleonora van Toledo (1522-1562)     | Eleonora van Toledo (1522-1562)     | Eleonora van Toledo (1522-1562)     | Eleonora van Toledo (1522-1562)     | Eleonora van Toledo (1522-1562)   | Eleonora van Toledo (1522-1562)   |                                   |                                   |                                   |                                   |                                 |                                 |                                 |                                 |                              |                              | Keizer Ferdinand I (1503-1564)  | Keizer Ferdinand I (1503-1564)  | Keizer Ferdinand I (1503-1564)   | Keizer Ferdinand I (1503-1564)   | Keizer Ferdinand I (1503-1564)   | Keizer Ferdinand I (1503-1564)   |                                    |                                    |                                    |                                    |                                         |                                         | Anna van Bohemen en Hongarije (1503-1547) | Anna van Bohemen en Hongarije (1503-1547) | Anna van Bohemen en Hongarije (1503-1547) | Anna van Bohemen en Hongarije (1503-1547) | Anna van Bohemen en Hongarije (1503-1547) | Anna van Bohemen en Hongarije (1503-1547) |                                   |                                   |                                   |                                   |  |  |  |  |  |  |  |  |  |  |  |  |  |  |  |  |  |  |  |  |  |  |  |  |  |  |  |  |  |  |  |  |  |  |  |  |  |  |  |  |  |  |  |  |  |  |  |  |
|                                       |                                       |                                       |                                       | Cosimo I de' Medici (1519-1574)       | Cosimo I de' Medici (1519-1574)       | Cosimo I de' Medici (1519-1574) | Cosimo I de' Medici (1519-1574) | Cosimo I de' Medici (1519-1574) | Cosimo I de' Medici (1519-1574) |                                    |                                    |                                    |                                    |                                     |                                     | Eleonora van Toledo (1522-1562)     | Eleonora van Toledo (1522-1562)     | Eleonora van Toledo (1522-1562)     | Eleonora van Toledo (1522-1562)     | Eleonora van Toledo (1522-1562)   | Eleonora van Toledo (1522-1562)   |                                   |                                   |                                   |                                   |                                 |                                 |                                 |                                 |                              |                              | Keizer Ferdinand I (1503-1564)  | Keizer Ferdinand I (1503-1564)  | Keizer Ferdinand I (1503-1564)   | Keizer Ferdinand I (1503-1564)   | Keizer Ferdinand I (1503-1564)   | Keizer Ferdinand I (1503-1564)   |                                    |                                    |                                    |                                    |                                         |                                         | Anna van Bohemen en Hongarije (1503-1547) | Anna van Bohemen en Hongarije (1503-1547) | Anna van Bohemen en Hongarije (1503-1547) | Anna van Bohemen en Hongarije (1503-1547) | Anna van Bohemen en Hongarije (1503-1547) | Anna van Bohemen en Hongarije (1503-1547) |                                   |                                   |                                   |                                   |  |  |  |  |  |  |  |  |  |  |  |  |  |  |  |  |  |  |  |  |  |  |  |  |  |  |  |  |  |  |  |  |  |  |  |  |  |  |  |  |  |  |  |  |  |  |  |  |
|                                       |                                       |                                       |                                       |                                       |                                       |                                 |                                 |                                 |                                 | Francesco I de' Medici (1541-1587) | Francesco I de' Medici (1541-1587) | Francesco I de' Medici (1541-1587) | Francesco I de' Medici (1541-1587) | Francesco I de' Medici (1541-1587)  | Francesco I de' Medici (1541-1587)  |                                     |                                     |                                     |                                     |                                   |                                   |                                   |                                   |                                   |                                   |                                 |                                 |                                 |                                 |                              |                              |                                 |                                 |                                  |                                  |                                  |                                  | Johanna van Oostenrijk (1547-1578) | Johanna van Oostenrijk (1547-1578) | Johanna van Oostenrijk (1547-1578) | Johanna van Oostenrijk (1547-1578) | Johanna van Oostenrijk (1547-1578)      | Johanna van Oostenrijk (1547-1578)      |                                           |                                           |                                           |                                           |                                           |                                           |                                   |                                   |                                   |                                   |  |  |  |  |  |  |  |  |  |  |  |  |  |  |  |  |  |  |  |  |  |  |  |  |  |  |  |  |  |  |  |  |  |  |  |  |  |  |  |  |  |  |  |  |  |  |  |  |
|                                       |                                       |                                       |                                       |                                       |                                       |                                 |                                 |                                 |                                 | Francesco I de' Medici (1541-1587) | Francesco I de' Medici (1541-1587) | Francesco I de' Medici (1541-1587) | Francesco I de' Medici (1541-1587) | Francesco I de' Medici (1541-1587)  | Francesco I de' Medici (1541-1587)  |                                     |                                     |                                     |                                     |                                   |                                   |                                   |                                   |                                   |                                   |                                 |                                 |                                 |                                 |                              |                              |                                 |                                 |                                  |                                  |                                  |                                  | Johanna van Oostenrijk (1547-1578) | Johanna van Oostenrijk (1547-1578) | Johanna van Oostenrijk (1547-1578) | Johanna van Oostenrijk (1547-1578) | Johanna van Oostenrijk (1547-1578)      | Johanna van Oostenrijk (1547-1578)      |                                           |                                           |                                           |                                           |                                           |                                           |                                   |                                   |                                   |                                   |  |  |  |  |  |  |  |  |  |  |  |  |  |  |  |  |  |  |  |  |  |  |  |  |  |  |  |  |  |  |  |  |  |  |  |  |  |  |  |  |  |  |  |  |  |  |  |  |
|                                       |                                       |                                       |                                       |                                       |                                       |                                 |                                 |                                 |                                 |                                    |                                    |                                    |                                    |                                     |                                     |                                     |                                     |                                     |                                     |                                   |                                   |                                   |                                   |                                   |                                   |                                 |                                 |                                 |                                 |                              |                              |                                 |                                 |                                  |                                  |                                  |                                  |                                    |                                    |                                    |                                    |                                         |                                         |                                           |                                           |                                           |                                           |                                           |                                           |                                   |                                   |                                   |                                   |  |  |  |  |  |  |  |  |  |  |  |  |  |  |  |  |  |  |  |  |  |  |  |  |  |  |  |  |  |  |  |  |  |  |  |  |  |  |  |  |  |  |  |  |  |  |  |  |
|                                       |                                       |                                       |                                       |                                       |                                       |                                 |                                 |                                 |                                 |                                    |                                    |                                    |                                    |                                     |                                     |                                     |                                     |                                     |                                     |                                   |                                   |                                   |                                   |                                   |                                   |                                 |                                 |                                 |                                 |                              |                              |                                 |                                 |                                  |                                  |                                  |                                  |                                    |                                    |                                    |                                    |                                         |                                         |                                           |                                           |                                           |                                           |                                           |                                           |                                   |                                   |                                   |                                   |  |  |  |  |  |  |  |  |  |  |  |  |  |  |  |  |  |  |  |  |  |  |  |  |  |  |  |  |  |  |  |  |  |  |  |  |  |  |  |  |  |  |  |  |  |  |  |  |
| Eleonora de' Medici (1567-1611)       | Eleonora de' Medici (1567-1611)       | Eleonora de' Medici (1567-1611)       | Eleonora de' Medici (1567-1611)       | Eleonora de' Medici (1567-1611)       | Eleonora de' Medici (1567-1611)       |                                 |                                 | Romola de' Medici (1568-1568)   | Romola de' Medici (1568-1568)   | Romola de' Medici (1568-1568)      | Romola de' Medici (1568-1568)      | Romola de' Medici (1568-1568)      | Romola de' Medici (1568-1568)      |                                     |                                     | Anna de' Medici (1569-1584)         | Anna de' Medici (1569-1584)         | Anna de' Medici (1569-1584)         | Anna de' Medici (1569-1584)         | Anna de' Medici (1569-1584)       | Anna de' Medici (1569-1584)       |                                   |                                   | Isabella de' Medici (1571-1572)   | Isabella de' Medici (1571-1572)   | Isabella de' Medici (1571-1572) | Isabella de' Medici (1571-1572) | Isabella de' Medici (1571-1572) | Isabella de' Medici (1571-1572) |                              |                              | Lucrezia de' Medici (1572-1574) | Lucrezia de' Medici (1572-1574) | Lucrezia de' Medici (1572-1574)  | Lucrezia de' Medici (1572-1574)  | Lucrezia de' Medici (1572-1574)  | Lucrezia de' Medici (1572-1574)  |                                    |                                    | Maria de' Medici (1575-1642)       | Maria de' Medici (1575-1642)       | Maria de' Medici (1575-1642)            | Maria de' Medici (1575-1642)            | Maria de' Medici (1575-1642)              | Maria de' Medici (1575-1642)              |                                           |                                           | Filippo de' Medici (1577-1582)            | Filippo de' Medici (1577-1582)            | Filippo de' Medici (1577-1582)    | Filippo de' Medici (1577-1582)    | Filippo de' Medici (1577-1582)    | Filippo de' Medici (1577-1582)    |  |  |  |  |  |  |  |  |  |  |  |  |  |  |  |  |  |  |  |  |  |  |  |  |  |  |  |  |  |  |  |  |  |  |  |  |  |  |  |  |  |  |  |  |  |  |  |  |

## Bron
Landwehr, J. (1981) De Nederlander uit en thuis. Spiegel van het dagelijkse leven uit bijzondere zeventiende-eeuwse boeken, p. 76-79.